# パットガパオ
パットガパオ（タイ語: ผัดกะเพรา  、発音 [pʰàt kā.pʰrāw] ;transl. ガパオの炒め物）は、タイ料理のひとつ。最も人気のあるタイのアラカルト料理の1つである 。

## 歴史

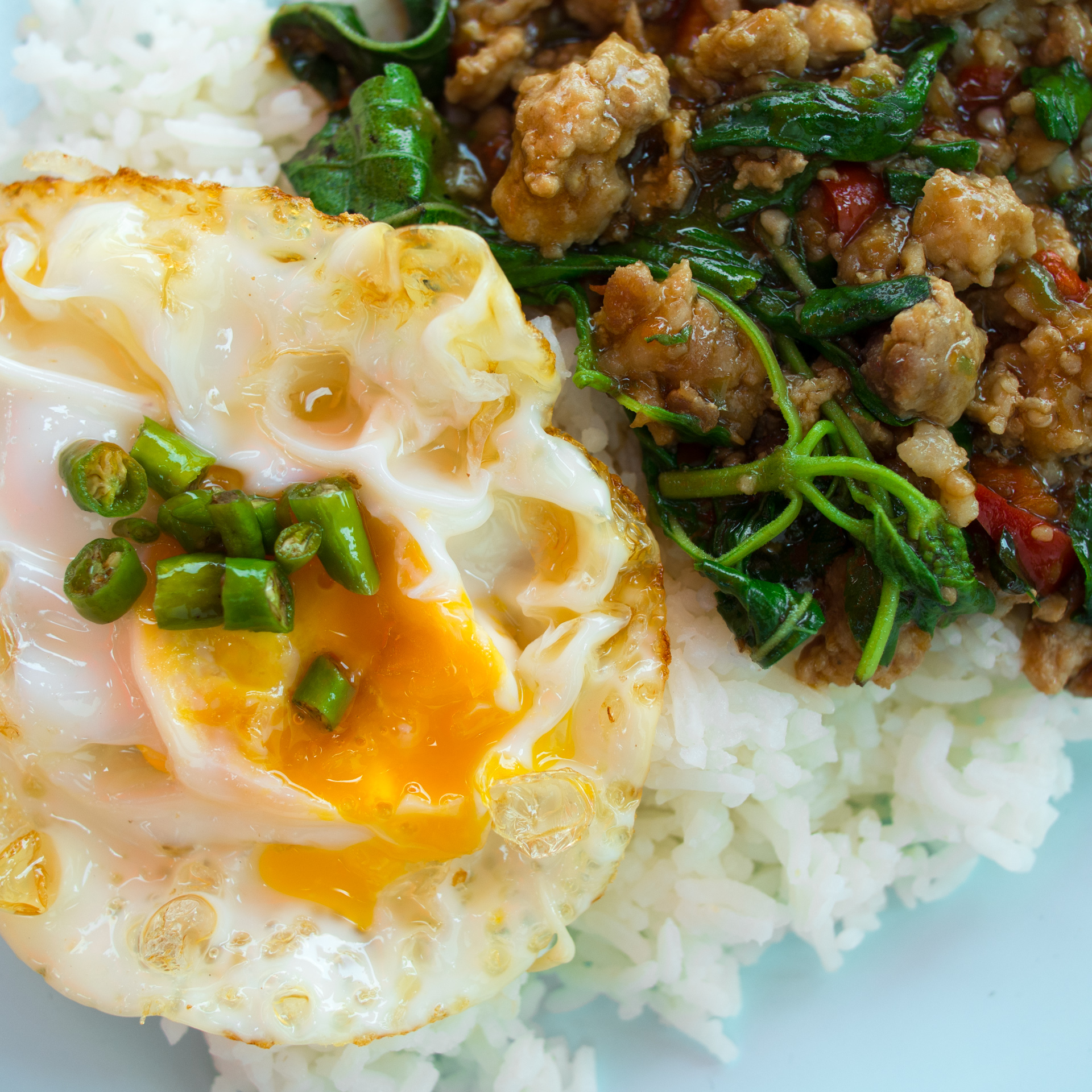
ご飯と目玉焼きを添えたパットガパオムーサップ。

いくつかの説明によると、パットガパオは第二次世界大戦中のプレーク・ピブソンクラム首相のタイ文化的使命の一部として含まれていた。パットガパオやパッタイは、タイ料理コンテストの料理の一つであった。
パットガパオは中華料理の定番である炒め物をヒントとして考案された。

## 材料
パットガパオは、豚肉、鶏肉、牛肉など肉類、あるいは魚介類をガパオとニンニクで炒めたものである。白飯および目玉焼き、またはカイダーオ（タイ語: ไข่ดาว ）が添えられる。主な調味料は、シーユー、ナンプラー、オイスターソース（オプション）、サトウキビ、プリッキーヌである。
時を経るにつれ、パットガパオの具には、中国の皮蛋とタイ産の野菜、ササゲ（またはジュウロクササゲ）、ベビーコーン、玉ねぎ、ニンジン、バナナピーマン、マッシュルーム、カイラン 、筍とココナッツの芽といった、様々な素材が用いられてきた。一方で、パットガパオに野菜を追加することは、肉代を節約し、飲食店の利益率を高めるための取り組みと見なされている 。

### バリエーション
- パットガパオガイ（ ผัดกะเพราไก่ ）–ガパオと鶏肉の炒め物
- パットガパオムー（ ผัดกะเพราหมู ）–豚肉とガパオの炒め物
- パットガパオムーサップ（ ผัดกะเพราหมูสับ ）–豚肉のみじん切りとガパオの炒め物
- パットガパオタップムー（ ผัดกะเพราตับหมู ）–豚レバーのガパオ'炒め
- パットガパオムークロップ（ ผัดกะเพราหมูกรอบ ）–カリカリの豚バラ肉とガパオの炒め物
- パットガパオヌゥア（ ผัดกะเพราเนื้อ ）–牛肉とガパオ'の炒め物
- パットガパオヌゥアサップ（ ผัดกะเพราเนื้อสับ ）–牛ひき肉とガパオの炒め物
- パットガパオルクチン（ ผัดกะเพราลูกชิ้น ）–ミートボールとガパオの炒め物
- パットガパオクン（ ผัดกะเพรากุ้ง ）–エビとガパオの炒め物
- パットガパオプラームック（ ผัดกะเพราปลาหมึก ）–イカとガパオの炒め物
- パットガパオルアムミット（ ผัดกะเพรารวมมิตร ）–肉とシーフードを添えたガパオ'の炒め物
- パットガパオルアムミットターレ（ ผัดกะเพรารวมมิตรทะเล ）–シーフードとガパオの炒め物
- パットガパオカイヨーマー（ ผัดกะเพราไข่เยี่ยวม้า ）–ピータンとガパオの炒め物
- パットガパオヘット（ ผัดกะเพราเห็ด ）–キノコとガパオの炒め物

### 要約
1. ↑  日本のニュースサイト「バンコク経済新聞」では「ひき肉のバジル炒め」と訳されている[1]